# 石川県道13号金沢停車場線
石川県道13号金沢停車場線（いしかわけんどう13ごう かなざわていしゃじょうせん）は、石川県金沢市を通る県道（主要地方道）である。

## 概要
金沢市の繁華街の1つでもある武蔵ヶ辻と金沢駅とを結ぶ。終点である武蔵交差点から北西へ進み、武蔵西交差点で西に折れる。その後、白銀町交差点で北に折れ、別院通り口交差点で再び北西に折れ、起点に至る。
しかし1996年（平成8年）10月26日、武蔵西交差点と別院通り口交差点とをほぼ直線で繋いだ都市計画道路「金沢市道1級幹線119号金沢駅通り線」が開通して以降、本来の「停車場線」としての機能はこちらに移っている。
前述の市道の開通と同時に、7:00 - 19:00は白銀町交差点で武蔵ヶ辻方面から金沢駅方向への右折が禁止となったほか、金沢駅東口を発着する北陸鉄道グループのバス路線の経路も、金沢停車場線での経路を踏襲する（下り便のみ。上り便は六枚交差点経由）平和町・野田方面への系統（20番台）を除き順次市道側へ移ったため、白銀町交差点 - 別院通り口交差点の交通量は減少している。

### 路線データ
- 起点：石川県金沢市本町2丁目571番1地先（金沢駅前中央交差点、石川県道146号金沢停車場南線起点。石川県道159号金沢停車場北線起点）
- 終点：石川県金沢市武蔵町300番1地先（むさし交差点、国道157号（国道305号重複）起点。国道159号（国道249号。国道304号および国道359号重複）終点。石川県道60号金沢田鶴浜線起点）

## 歴史
- 1960年（昭和35年）10月15日：路線認定。
- 1993年（平成5年）5月11日 - 建設省から、県道金沢停車場線が金沢停車場線として主要地方道に指定される[2]。

## 路線状況

### 別名
- 百万石通り（金沢市）
- 金沢駅前通り（金沢市）

### 重複区間
- 石川県道60号金沢田鶴浜線（金沢市本町2丁目・白銀町交差点 - 金沢市武蔵町・むさし交差点）

## 地理

### 通過する自治体
- 金沢市

### 交差する道路
- 石川県道146号金沢停車場南線・石川県道159号金沢停車場北線（金沢市本町2丁目 / 金沢市堀川町・金沢駅前中央交差点、起点）
- 石川県道17号金沢港線（石川県道60号金沢田鶴浜線重複）（金沢市本町2丁目・白銀町交差点）
- 国道157号（国道305号重複）・国道159号（国道249号・国道304号および国道359号重複）（金沢市武蔵町・むさし交差点、終点）

### 沿線にある施設など
- 金沢駅バスターミナル
- 北鉄金沢駅
- JR金沢駅
- ポルテ金沢
- ライブ1
- 金澤表参道（横安江町商店街）
- 近江町市場
- 金沢エムザ